# Włocki
Włocki – polski herb szlachecki z nobilitacji, odmiana herbu Nieczuja.

## Opis herbu
Opis z wykorzystaniem zasad blazonowania, zaproponowanych przez Alfreda Znamierowskiego:
Na tarczy dzielonej w słup, w polu prawym, czerwonym, trzy groty włóczni srebrne w gwiazdę;

W polu lewym, czerwonym, ostrzew złota z zaćwieczonym takimż krzyżem kawalerskim i trzema sękami z prawej, dwoma z lewej.
Klejnot: nieznany.
Labry czerwone, z prawej podbite srebrem, z lewej złotem.

## Najwcześniejsze wzmianki
Nadany Franciszkowi Włockiemu 14 września 1581. Herb powstał w wyniku adopcji do herbu Nieczuja.

## Herbowni
Ponieważ herb Włocki był herbem własnym, prawo do posługiwania się nim przysługuje tylko jednemu rodowi herbownemu:
Włocki.